# Rice Stadium
Het Rice Stadium is een Americanfootballstadion in Houston, Texas. Het stadion opende zijn deuren op 30 september 1950. Het was tussen 1965 en 1967 de thuisbasis van de Houston Oilers.
Het stadion ligt op de campus van de Rice University en is sinds de opening de thuisbasis van het college-Americanfootballteam de Rice Owls. In 1974 werd de Super Bowl VIII in het stadion gespeeld, een wedstrijd die gewonnen werd door de Miami Dolphins.

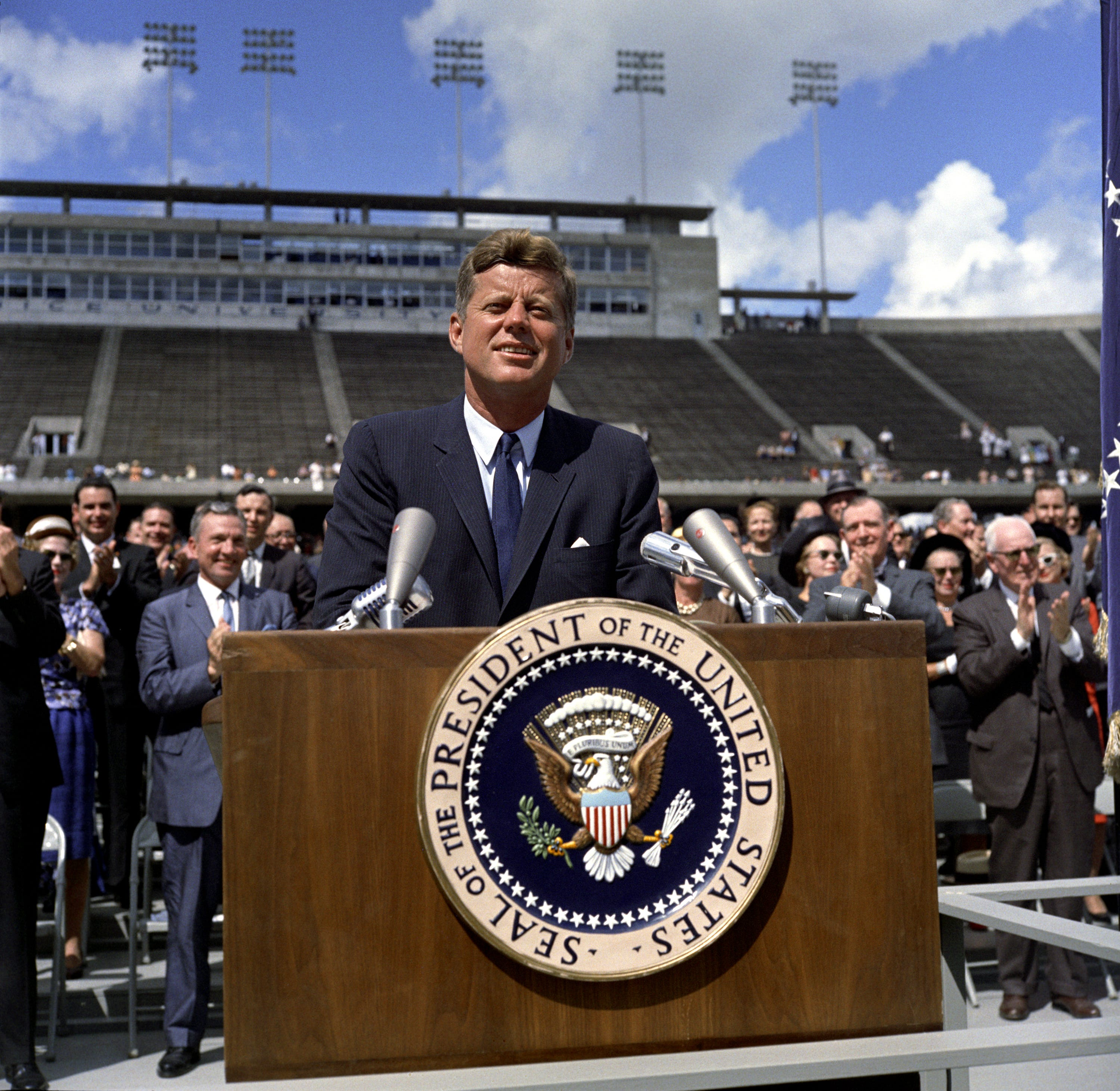
John F. Kennedy in het stadion

Op 12 september 1962 hield toenmalig Amerikaans president John F. Kennedy een toespraak in het stadion, waarin hij aankondigde dat de Verenigde Staten in dit decennium (de jaren zestig) naar de maan zouden reizen.